# Tifariti
Tifariti (arabiska: تيفاريتي) är Västsaharas provisoriska huvudstad och säte för bland annat Västsaharas nationalråd, parlamentet.
Tifariti ligger i nordöstra Västsahara, mellan det av Marocko ockuperade Es-Smara och de västsahariska flyktinglägren i Tindouf i Algeriet. Det är den enda större permanenta bosättningen på så kallat befriat område, den del av Västsahara som kontrolleras av befrielserörelsen Polisario och den västsahariska republiken Sahariska arabiska demokratiska republiken (SADR).
Under kriget mot Marocko 1975–1991 var det mycket strider kring Tifariti, på grund av dess strategiska läge, och de sista dagarna innan det avtalade vapenstilleståndet 1991 utförde Marocko intensiva flygbombräder mot staden.
Sedan 1999 har Polisario satsat på återuppbyggnad, inte minst för att skapa en provisorisk huvudstad en bit in på egen västsaharisk mark. Tifariti ses som provisorisk eftersom man egentligen vill ha al-Ayun, som nu är ockuperat av Marocko, som huvudstad.
Det bor omkring 3000 människor i Tifariti, som fått skola, sjukhus och ett museum, och armén har en bas i närheten. Ett universitet har startats och samarbete har initierats med universitet i ett flertal länder.
Av säkerhetsskäl är Polisarios högkvarter och SADR-regeringen fortfarande situerade i Tindouf. Tifariti är huvudsäte för parlamentet och Polisarios Allmänna folkkongress, men det kan hända att möten istället hålls i Tindouf.
I SADR:s administrativa indelning är Tifariti huvudort i en kommun med samma namn.